# FK Vėtra
FK Vėtra a fost un club de fotbal lituanian din capitala Vilnius, care evoluează în A Lyga. Clubul a fost fondat în 1996 și a fost inițial bazat în Rūdiškės, o așezare din Districtul Vilnius, fiind apoi mutat în 2003 în orașul Vilnius, odată cu achiziționarea propriului stadion.
În 2004, Vėtra a jucat în Cupa Intertoto și a ajuns până în runda 3 cu 3 victorii, 2 egaluri și 1 înfrângere. Rezultatele turneului din 2005 nu au fost la fel de promițătoare, fiind eliminați încă din primele stagii și pierzând ambele meciuri din runda 1 în fața viitorilor finaliști, CFR Cluj. În 2006, Vėtra a jucat cu Shelbourne F.C. din Dublin în Cupa UEFA Intertoto, dar a pierdut cu scorul de 0-1 acasă și 0-4 în Irlanda.
În Cupa Intertoto din 2007, meciul echipei Vėtra din runda 2 cu Legia Varșovia a fost anulat atunci când fanii Legiei s-au revoltat. Scorul era de 2-0 pentru Vėtra în acel moment și pe 11 iulie, UEFA a decis să acorde victoria din retur echipei Vėtra cu scorul de 3-0 și să elimine pe Legia din competiție. Vėtra a pierdut în fața echipei engleze Blackburn Rovers în runda 3. În 2010 s-a desființat.

## Ultimul lot
Ultimul lot al echipei. Actualizat ultima dată pe 22 martie 2010.
| Nr. |          | Poziție | Jucător            |
| --- | -------- | ------- | ------------------ |
| 1   | Lituania | P       | Mantas Galdikas    |
| 3   | Lituania | F       | Valdemar Barovskij |
| 5   | Lituania | F       | Algis Jankauskas   |
| 6   | Camerun  | F       | Bertrand Ngapounou |
| 7   | Lituania | M       | Jevgenij Morozas   |
| 8   | Lituania | M       | Artūras Žulpa      |
| 9   | Lituania | M       | Tadas Eliosius     |
| 10  | Lituania | A       | Gajus Kulbis       |

| Nr. |          | Poziție | Jucător                 |
| --- | -------- | ------- | ----------------------- |
| 11  | Lituania | M       | Povilas Krasnovskis     |
| 13  | Lituania | A       | Germanas Plenkovskis    |
| 20  | Lituania | P       | Dmitri Selkovski        |
| 22  | Rusia    | F       | Andrei Usachyov         |
| 23  | Lituania | F       | Audrius Veikutis        |
| 23  | Lituania | M       | Gediminas Krusa         |
| 26  | Lituania | M       | Marius Stanaitis        |
| 44  | Lituania | A       | Mindaugas Grigalevicius |

## Participări în campionatele lituaniene
- 2007 - locul 5
- 2006 - locul 3
- 2005 - locul 4
- 2004 - locul 5
- 2003 - locul 3

## Participări în turneele europene
| Sezon | Competiție          | Rundă   | Club                | Scor             |
| ----- | ------------------- | ------- | ------------------- | ---------------- |
| 2004  | Cupa UEFA Intertoto | Runda 1 | JK Trans Narva      | 3-0, 1-0         |
|       |                     | Runda 2 | Hibernian FC        | 1-1, 1-0         |
|       |                     | Runda 3 | Esbjerg fB          | 1-1, 0-4         |
| 2005  | Cupa UEFA Intertoto | Runda 1 | CFR Cluj            | 2-3, 1-4         |
| 2006  | Cupa UEFA Intertoto | Runda 1 | Shelbourne FC       | 0-1, 0-4         |
| 2007  | Cupa UEFA Intertoto | Runda 1 | Llanelli AFC        | 3-1, 3-5         |
|       |                     | Runda 2 | Legia Varșovia      | '2-0'/3-0, (w/o) |
|       |                     | Runda 3 | Blackburn Rovers FC | 0-2, 0-4         |

## Jucători notabili
- Clément Beaud
- Tadas Kijanskas
- Dejan Milošeski
- Aidas Preikšaitis
- Andrius Skerla
- Darvydas Šernas
- Marijan Budimir